# USS John Paul Jones (DDG-53)
USS John Paul Jones (DDG-53) — третій ескадрений міноносець КРО в першій серії Flight I типу «Арлі Берк» і перший корабель цього типу, який несе службу на Тихоокеанськім флоті США. Збудований на корабельні Bath Iron Works в Баті, штат Мен. Приписаний до морської станції Сан-Дієго, Каліфорнія. Введений в експлуатацію 18 грудня 1993 року.

## Назва
Ескадрений міноносець  названий на честь Джо́на По́ль Джонса -  національного героя США, одного із засновників американських ВМС, контр-адмірала російського флоту (1788), командувача вітрильної флотилії Чорного моря, який був почесним козаком Війська Запорозького Низового. Брав активну участь у російсько-турецькій війні за південь України і Чорноморське узбережжя.

## Будівництво
Договір на будівництво було укладено у вересні 1987 року, саме будівництво USS Джон Пол Джонс було розпочато 8 серпня 1990 року на корабельні Bath Iron Works в Баті, штат Мен. Судно було охрещено і спущено на воду 26 жовтня 1991 року. Введений в експлуатацію 18 грудня 1993 року. Приписаний до морській станції Сан-Дієго, Каліфорнія.

## Військова служба
7 жовтня 2001 року Джон Пол Джонс запустив в Афганістан перші ракети «Томагавк» в рамках операції «Незмінна свобода». В 2014 році «Джон Пол Джонс» був задіяний у випробувані корабельної системи протиракетної оборони "Іджіс", під час якої здійснив майже одночасне перехоплення двох крилатих ракет і однієї балістичної.
У 2004 та 2006 роках Джон Пол Джонс брав участь у багатонаціональній навчаннях RIMPAC. У 2005 році у навчаннях «Talisman Sabre». У 2007 році у навчаннях «Valiant Shield».
18 січня 2016 року Джон Пол Джонс затопив виведений з експлуатації фрегат Рубен Джеймс під час випробування нового варіанта ракети Raytheon 6 (SM-6), став першим кораблем, який потопив корабель з нового варіанта ракети. Випробування відбувались на тихоокеанському ракетному полігоні США поблизу Гаваїв.
У 2017 брав участь у випробуваннях системи ПРО в морі, під час якої корабель вразив балістичну ракету середньої дальності ракетою-перехоплювачем СМ-6. Раніше подібні випробування морської системи ПРО за участю цього есмінця завершилися невдачею.

## Командири корабля
- Кріс Цегельський  (з березня 2010 по березень 2012 року).

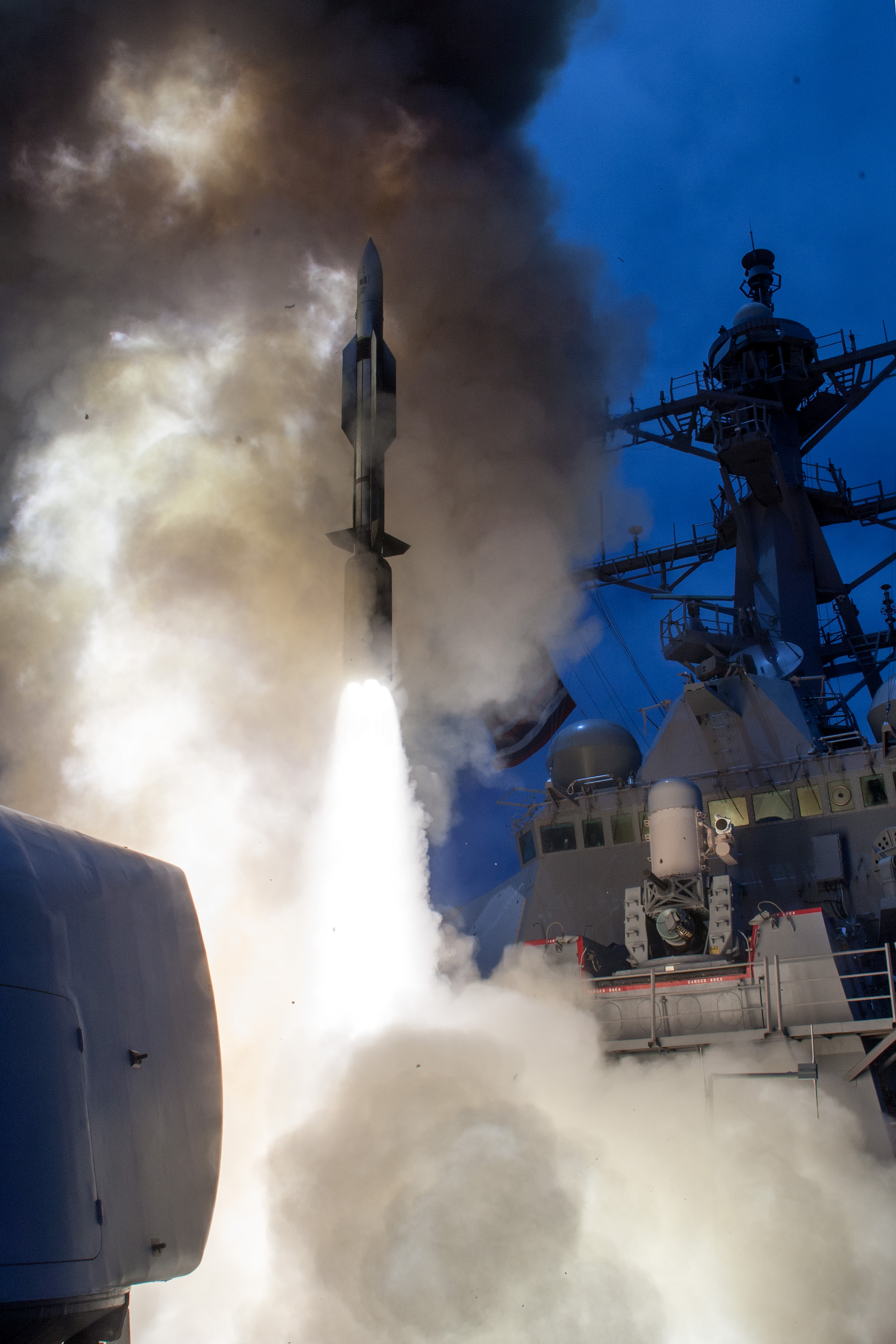
випробування системи зброї Aegis корабля в Тихому океані в червні 2014 року

- Джон Ч. Даффі (з березня 2012 по  червень 2013 року).випробування  системи зброї Aegis корабля в Тихому океані в червні 2014 рокуЕндрю Дж. Томсон (з червня 2013 року по грудень 2014 року).
- Меттью Х. Холл (з грудня 2014 року по квітень 2016 року).
- Скотт Розетті (з квітня 2016 року по жовтень 2017 року).
- Джессі Мінк (з жовтня 2017 по квітень 2019 року).
- Джон Ломіс (з квітня 2019).[4]

## У популярній культурі
У 2011 році корабель взяв участь у зйомках фільму Морський бій. За сюжетом фільму після затоплення двох інших есмінців, включаючи сестринське судно USS Sampson, він самотужки воював проти ворожої флотилії прибульців та знищив три кораблі інопланетян. Пізніше також був затоплений в бою через сильні пошкодження.
Есмінець згадується в романі Тома Кленсі «Наказ президента» (Executive Orders) (1996), а також з'являється в останній місії відеоігри Homefront (2011).

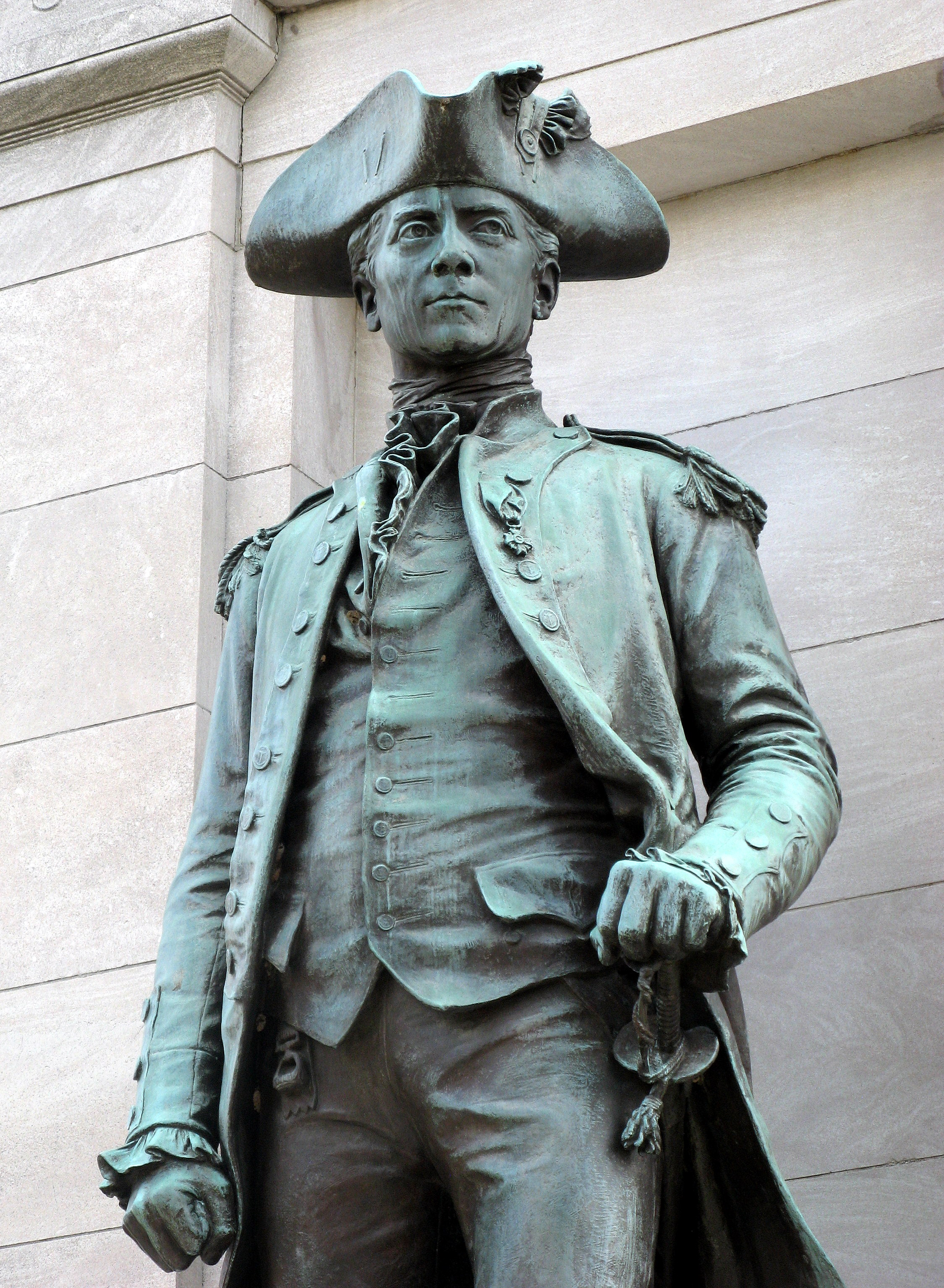
Меморіал Джона Пола Джонса у Вашингтоні

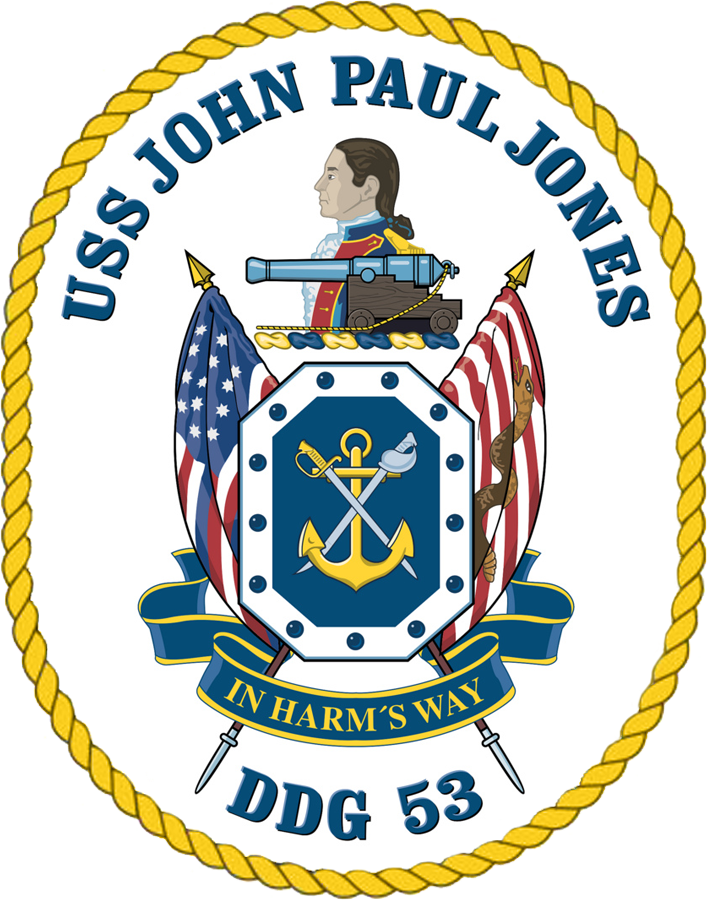
Емблема Есмінця